# انوره دو بالزاک
اُنوره دو بالزاک (به فرانسوی: Honoré de Balzac) (زادهٔ ۲۰ مه ۱۷۹۹ – درگذشتهٔ ۱۸ اوت ۱۸۵۰) نویسندهٔ نامدار فرانسوی بود که او را پیشوای مکتب واقع‌گرایی اجتماعی می‌دانند.
«کمدی انسانی» نامی است که بالزاک برای مجموعه آثار خود که حدود ۹۰ رمان و داستان کوتاه را دربرمی‌گیرد برگزیده‌است. توصیفات دقیق و گیرا از فضای حوادث و تحلیل نازک‌بینانه روحیات شخصیت‌های داستان بالزاک را به یکی از شناخته‌شده‌ترین و تأثیرگذارترین رمان‌نویسان دو قرن اخیر تبدیل کرده‌است.

## سرگذشت
بالزاک در خانواده‌ای میانه‌حال در شهر تور، فرانسه به دنیا آمد. در هشت‌سالگی به مدرسه‌ای شبانه‌روزی در وندم فرستاده شد، اما در ۱۸۱۳ مدرسه را ترک کرد و سال بعد همراه با خانواده راهی پاریس شد. در ۱۸۱۹ در رشته حقوق مدرک گرفت، اما به‌رغم خواست خانواده بر آن شد تا به ادبیات بپردازد.
در ابتدای راه، تحت تأثیر والتر اسکات و اقتضای جامعهٔ درگیر گذار پس از سقوط حکومت ناپلئون، بالزاک شروع به نوشتن رمان‌های تاریخی عامه‌پسند کرد؛ رمان‌هایی که خود بعدها از آنها به عنوان «مزخرفات ادبی» یاد کرد. در این دوران سخت با زنی به نام لور دو برنی آشنا شد. این زن که بیش از بیست سال از او بزرگ‌تر بود، در زندگی بالزاک نقش مادر و نیز معشوقه را ایفا کرد. وی از بالزاک حمایت‌های مادی و معنوی فراوان کرد و محبتی را که بالزاک در دوران کودکی از آن محروم بود برای وی به همراه آورد.

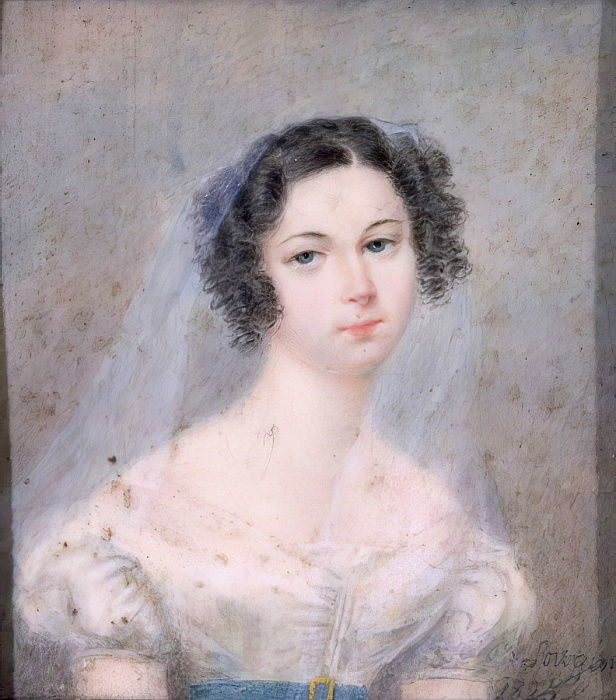
پرتره کنتس اولین هانسکا اثر هولز فون سوگن ۱۸۲۵

اولین اثر قابل توجه بالزاک روان‌شناسی ازدواج در سال ۱۸۲۹ انتشار یافت. پس از نوشتن چند رمان عامه‌پسند و فکاهی و تلاش برای کسب درآمد از عرصه چاپ و نشر که به بدهی سنگینی برای او انجامید، انتشار رمان چرم ساغری در سال ۱۸۳۱ شهرت بیشتری برایش به ارمغان آورد.
بالزاک پس از آن بیشتر شبانه‌روز را به نوشتن می‌پرداخت و با توجه به اقبالی که آثارش یافته بود و خوش‌پوشی و خوش‌گفتاری‌اش مهمان خوش‌آمد سالن‌های پاریس از جمله سالن دوشس دابرانتس بود. رمان زنان رهاشده به این زن تقدیم شده‌است.

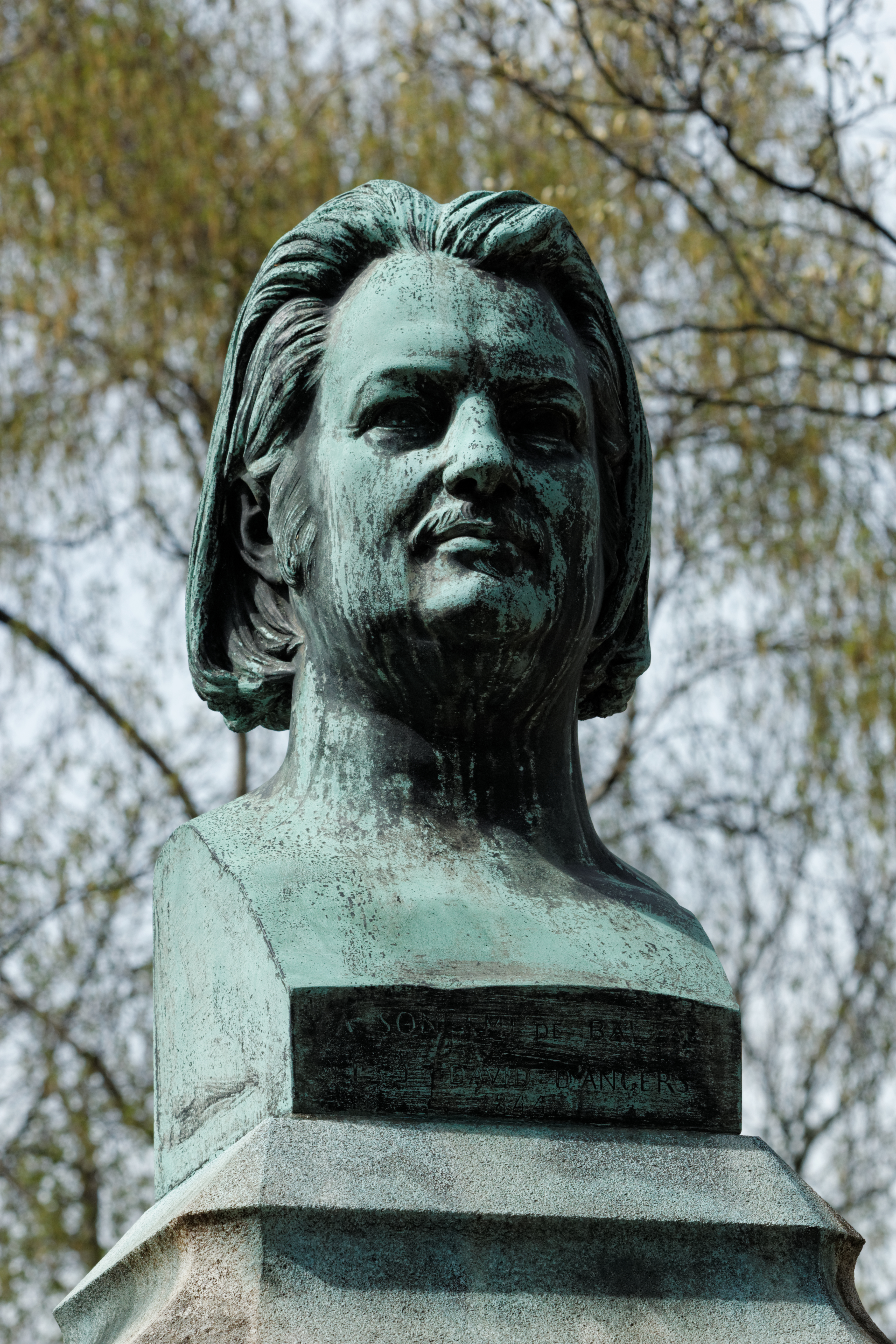
آرامگاه بالزاک در قبرستان پرلاشز

بالزاک در طول زندگی خود با زنان متعددی رابطهٔ عاشقانه برقرار کرد. تقریباً همهٔ این زنان الهام‌بخش شخصیت‌های مؤنث رمان‌های بالزاک هستند. از میان آنها می‌توان به لور دو برنی (مادام دو مورسوف در زنبق دره)، دوشس دو کستری (دوشس دولانژه در اثری به همین نام)، کارولین مربوتی (دینا دو بودره در رمان ''الهه ناحیه'')، و کنتس ژیدوبونی ویسکونتی (لیدی دادلی در رمان زنبق دره) اشاره کرد. بالزاک از رابطه‌اش با مری دو فرنه صاحب دختری به نام مری کارولین شد و از میان زنانی که دلبسته‌شان شد، با کنتس اولین هانسکا همسر اشراف‌زاده‌ای لهستانی که املاک وسیعی در روسیه داشت، رابطه افلاطونی و مکاتبه‌ای ۱۷ ساله‌ای برقرار کرد. این نامه‌ها تحت عنوان نامه به بیگانه انتشار یافته‌است. هرچند کنتس هانسکا پس از مرگ شوهرش در ۱۸۴۱ از ازدواج با او سر باز زد، اما در ۱۸۵۰ زمانی که بالزاک سخت بیمار بود به ازدواج با او رضایت داد. چند ماه بعد بالزاک در پاریس درگذشت و در قبرستان پرلاشز به خاک سپرده شد.

## سبک
آثار بالزاک آینه‌ای از جامعه فرانسه روزگار اوست. او افراد هر طبقه اجتماعی، از اشراف فرهیخته گرفته تا دهقانان عامی را در کمدی انسانی خود جای می‌دهد و جنبه‌های گوناگون شخصیتی آنان را در معرض نمایش می‌گذارد. بهره‌گیری او از شگرد ایجاد پیوند میان شخصیت‌ها و تکرار حضور آنها در داستان‌های مختلف موجب می‌شود تا در گسترش روان‌شناسی شخصیت‌های منفرد توفیق یابد.
واقع‌گرایی (ادبیات) عریان و بدبینی بالزاک به سرشت انسانی که در آثارش هویداست، او را زمینه‌ساز ایجاد جنبش طبیعت‌گرایی (ادبیات) در ادبیات فرانسه کرده‌است. تأثیر او بر بسیاری از نویسندگان ناتورالیست از جمله امیل زولا کاملاً آشکار است. عوامل بسیاری در این بدبینی سهیم بودند، مثل دوران کودکی و اوضاع اجتماعی زمان او.

## آثار
بالزاک یکی از پرکارترین نویسندگان دنیاست. وی در طول عمر نسبتاً کوتاهش بیش از صد مقاله، رمان و نمایشنامه به رشته تحریر درآورد. تعدادی از داستان‌های بالزاک به فارسی ترجمه شده‌اند، از جمله:
- شوان‌ها (۱۸۲۹) ترجمه شهرام زرندار، انتشارات فکر روز؛ مصطفی مفیدی، ناشر مؤلف؛ تحت عنوان یک روز بی فردا، ترجمه محسن آزادی، انتشارات ارغوان؛ ترجمۀ علیقلی کاتبی، بی‌نا؛
- گوبسک رباخوار (۱۸۳۰) ترجمه محمدجعفر پوینده، انتشارات فردا؛ مسروب بالایان، چاپخانۀ زربافی رشت؛ ح. مهرداد، پاریس: بی‌نا
- چرم ساغری (۱۸۳۱) ترجمه م. ا. به‌آذین، انتشارات ناهید، ترجمۀ حسینقلی جواهرچی، نشر عارف،
- سرهنگ شابر (۱۸۳۲) ترجمه عبدالله توکل (مجموعه داستان شامل: سرهنگ شابر، شاهکار گمنام، فاچینوکانه، پیام، مطالعه زن، وداع)
- شاهکار گمنام (دو داستان از انوره دو بالزاک)، ترجمۀ مهشيد نونهالی، تهران: نشر نیکا، ‏‫۱۳۹۰؛ عبدالله توکل، شرکت مطبوعاتی سپهر؛ تحت عنوان شاهکار ناشناخته، ترجمۀ کوروش انگالی، نشر فرهی
- اوژنی گرانده (۱۸۳۳) ترجمه عبدالله توکل، انتشارات ناهید، ترجمۀ الهه تیمورتاش، نشر سپیده؛ محسن سلیمانی، نشر افق؛ وحید منوچهری‌واحد، نشر جامی؛ ترجمۀ شادی ابطحی، نشر اردیبهشت؛ ترجمۀ‌فرهاد اسکندری، نشر متن دیگر؛ ترجمۀ‌عزت بصیری، نشر باهم؛ ترجمۀ نازنین صابری، نشر آسمان نیلگون.
- عشق کیمیاگر (در جستجوی مطلق) (۱۸۳۴) ترجمه محمدمهدی پورکریم، انتشارات تیسفون.
- ف‍اج‍ع‍ه‌ در ک‍رانۀ دری‍ا، ت‍رج‍مۀ ل‍ی‍ل‍ی‌ س‍ت‍ارزاده‌ و س‍ی‍اوش‌ س‍رت‍ی‍پ‍ی‌، ت‍ه‍ران‌: اف‍ک‍ار‏‫، ۱۳۷۱.‬
- مادام دولاشانتری(۱۸۴۶) ترجمۀ هژبر سنجرخانی، انتشارات نگاه
- یادگارهای دو نوعروس (۱۸۴۲) تحت عنوان خاطرات دو عروس جوان ترجمه هژبر سنجرخانی، انتشارات نگاه
- دختر چشم طلایی (۱۸۳۴) ترجمه عنایت‌الله شکیباپور، انتشارات غزالی، ترجمۀ الهام افسری، آسو؛ و تحت عنوان دختر زرین چشم ترجمه عبدالله توکل و رضا سیدحسینی، ترجمۀ ساحره بلوچی، روزگار
- باباگوریو (۱۸۳۵)، ادوارد ژوزف، انتشارات علمی و فرهنگی؛ م. ا. به‌آذین، ققنوس؛ مهدی سحابی، مرکز؛ حسن صالحی، نشر پیشرو مرزبان؛ شهرام پوران‌فر، ارغوان؛ شایلی ذوالفقاری، اردیبهشت؛ وحید احمدی، دبیر؛ امیرهوشنگ اسکندری، بادبان؛ علی‌اکبر داودی‌پور، پیام عدالت؛ حمید صابر، البرزفردانش؛ امیرعباس حسینی‌آذر، متن دیگر؛ حسن جمشیدی، نارنگی؛ نسرین دورقی‌زاده، باران خرد؛ کیوان صدرزاده، نشر آد؛ بهروز بهزاد، البرزفرجاد؛ ترجمۀ مؤسسۀ اندیشۀ ناب فردا، بنگاه مطبوعاتی فرخی؛ فریماه آقایی، سلسله‌الرضا (مشهد)؛ احسان حدادی، آرمان نوباوه.
- زنبق دره (۱۸۳۶) ترجمه م.ا. به‌آذین، انتشارات فردوس؛ ترجمه محدثه صادقی، انتشارات نگارتابان، ترجمۀ بهروز بهزاد، نشر فرخی؛ ترجمۀ امیر اسماعلی، نشر ساحل؛ ترجمۀ شهریار مرادی، نشر بادبان؛ فرزانه پورفرزین، نشر اختر تبریز؛ ترجمۀ مرجان صادقی، نشر متن دیگر؛ ترجمۀ سکینه نصرتی، نشر اردیبهشت؛ تحت عنوان زنبق دشت ترجمۀ مهدی سجودی‌مقدم، نشر مهراندیش.
- پیردختر (۱۸۳۷) ترجمه محمدجعفر پوینده، نشر چشمه؛ ترجمۀ غلامرضا سمیعی، نشر نیل
- سزار بیروتو (۱۸۳۷) ترجمه اردشیر نیک پور، بنگاه ترجمه و نشر کتاب، سال ۱۳۴۳
- کشیش دهکده (۱۸۴۱) ترجمۀ شاپور رزم‌آزما، نشر سپهر؛ ترجمۀ هوشیار رزم‌آزما، انتشارات جامی
- ک‍ل‍ب‍ه‌ای‌ در ت‍اری‍ک‍ی‌، ت‍رج‍مۀ ع‍ن‍ای‍ت‌الله ش‍ک‍ی‍ب‍اپ‍ور
- اورسولا میروئه (۱۸۴۲) ترجمه روشن آغاخانی تحت عنوان اورسولا، انتشارات اکباتان؛ ترجمۀ فهیمه مهدوی‌طیب، نشر مهرپویان.
- دام‌گستر (۱۸۴۲) (دختر ماهیگیر) ترجمه رضا عقیلی انتشارات جامی، تحت عنوان دلشکسته ترجمۀ سیروس نویدان، انتشارات کوشش، تحت عنوان دختر ماهیگیر ترجمۀ عنایت‌الله شکیباپور
- م‍ج‍ل‍س‌ اش‍راف‌، ت‍رج‍مۀ م‍وس‍ی‌ ف‍ره‍ن‍گ‌
- زن سی ساله (۱۸۴۲) ترجمه ادوارد ژوزف، انتشارات جامی؛ علی‌اصغر خبره‌زاده، نشر پیک فرهنگ؛ ترجمۀ محمد آریان، نشر پروین؛ کوروش نوروزی، نشر مرکز؛ ترجمۀ عزت بصیری، نشر باهم؛ ترجمۀ ژاله موسوی‌نصر، نشر حباب؛ ترجمۀ مروارید آرمان، نشر پیک فرهنگ؛ ترجمۀ فهیمه یاسن، نشر مهراج؛ ترجمۀ جواهرچی، نشر دنیای کتاب؛ ترجمۀ‌محمود هنریار، نشر ورا
- آرزوهای بربادرفته (۱۸۳۷–۱۸۴۳) ترجمه سعید نفیسی، انتشارات امیرکبیر؛ محمدجعفر پوینده، نشر نی؛ سیروس نویدان، انتشارات درنا؛ عنایت‌الله شکیباپور با عنوان آرزوهای گمشده، کتابفروشی فروغی.
- ک‍ه‍ن‍ه‌پ‍رس‍ت‍ی‌، ت‍رج‍مۀ موسی ف‍ره‍ن‍گ‌رازی‌، ت‍ه‍ران‌: مؤسسۀ مطبوعاتی هدف‏‫، [ ۱۳].‬
- دهقانان (۱۸۴۴) ترجمه هژبر سنجرخانی، مؤسسه انتشارات نگاه
- پزشک دهکده (۱۸۳۳) ترجمه هژبر سنجرخانی، انتشارات نیلوفر
- دخترعمو بت (۱۸۴۶) ترجمه م.ا. به‌آذین، انتشارات آسیا
- پسرعمو پونس (۱۸۴۷) ترجمه سیروس نویدان، انتشارات کوشش؛ تحت عنوان مرد تنها: پسرعمو پونس ترجمۀ محمود ناصری، نشر پویا؛ ترجمۀ شادی ابطحی،‌ نگاه.
- بهروزی و تیره‌روزی‌های روسپیان، تحت عنوان فراز و نشیب زندگی بدکاران (۱۸۴۷)، ترجمه پرویز شهدی، انتشارات ققنوس؛ تحت عنوان آتشپاره ترجمه عنایت الله شکیباپور، انتشارات فرخی.
- در اوج قدرت ترجمه عنایت الله شکیباپور، انتشارات هدف
- دوشس دولانژه(۱۸۳۴) تحت عنوان کمدی انسانی ترجمه عنایت الله شکیباپور، انتشارات شهریار
- مسافرخانۀ سرخ (۱۸۳۰) ترجمه محمد نجابتی، انتشارات ققنوس
- فلسفۀ زندگی زناشویی، ترجمۀ بنفشه فریس‌آبادی، انتشارات ققنوس
- ک‍ل‍ی‍د ش‍ن‍اس‍ایی‌ زن‌، ت‍رج‍مۀ ح‍س‍ی‍ن‍ع‍ل‍ی‌ ج‍واه‍رچ‍ی‌
- زن بیگناه ترجمه عنایت الله شکیباپور،انتشارات پیمان
- هونورین (۱۸۴۳) ترجمه عنایت الله شکیباپور در کتاب دختر چشم طلایی انتشارات پیمان
- عشای ربانی ملحدان، ترجمه هانیه رجبی، نشر کتاب پارسه؛ تحت عنوان مشمول خدمت نظام، ترجمۀ محمدرضا رادنژاد، تهران: روزنه، ‏‫۱۳۹۹.‬
- بانوی طردشده، ترجمۀ عزت بصیری، تهران: نشر با هم، ‏‫۱۳۹۹.‬
- ب‍درود، ت‍رج‍مۀ ف‍ائ‍زه‌ رن‍ج‍ب‍ران‌، ت‍ه‍ران‌: ف‍ردوس‌‏‫، ۱۳۸۳؛ ترجمۀ فریدون بدره‌ای با عنوان خداحافظ، نشر مرجان‏‫، ۱۳.‬
- در ت‍م‍اش‍اخ‍انۀ ش‍ی‍طان‌ۀ ت‍رج‍مۀ م‌. م‌. ع‍اک‍ف‌ ت‍ب‍ری‍زی‌
- داس‍ت‍ان‌ ت‍رق‍ی‌ و ت‍ن‍زل‌ س‍زار ب‍یروت‍و ب‍ازرگ‍ان‌ ع‍طرف‍روش‌، م‍ع‍اون‌ ن‍اح‍یۀ دوم‌ ش‍ه‍رداری‌ پ‍اری‍س‌، ت‍رج‍م‍ۀ اردش‍ی‍ر ن‍ی‍ک‍پ‍ور
- رازهای پرنسس دوکادینیان: صحنه‌هایی از زندگی پاریسی، ترجمۀ مریم خراسانی، تهران: نشر چشمه‏‫، ۱۳۹۸.‬
- ه‍ان‍ری‍ت‌، ت‍رج‍مۀ ع‍ن‍ای‍ت‌‌الله‌ ش‍ک‍ی‍ب‍اپ‍ور
- راه‍زن‍ان‌، مترجم ناشناس
- ژانیتو: خون و شرافت (مجموعه چند داستان کوتاه از هونوره دوبالزاک)، تهیه و ترجمۀ اسماعیل تفریشی، تبریز: تلاش‏‫، ۱۳۶۳.‬
- سه قصه: سوگند، ترجمۀ رحمت الهی، [بی جا]: انتشارات آتش، ۱۳۲۶.
- م‍ع‍ش‍وقۀ ن‍ق‍اب‍دار، ت‍رج‍مۀ ا. ت‍ی‍م‍ورپ‍ور
- «سارازین» و «فاچینوکانه»، ترجمۀ سپهر یحیوی، تهران: افراز‏‫، ۱۳۹۷.‬
- لویی لامبر و دو داستان دیگر، ترجمۀ هژبر سنجرخانی، تهران: انتشارات نیلوفر‏‫، ‏‫۱۴۰۱.‬‬
- گ‍رن‍ادی‍ر، ت‍رج‍مۀ م‍ح‍م‍ود ه‍دای‍ت‌.
- بوروکراسی، ترجمۀ امیرحسین نوربخش و نسیم خداخواه، تهران: پشوتن‏‫، ۱۴۰۲؛ نشر علم‏‫، ۱۴۰۲.‬
- پ‍ام‍لاژی‍رو: درام‌ در ۵ پ‍رده‌ (نمایشنامه)، ت‍رج‍م‌ۀ ص‍ادق‌ س‍راب‍ی‌، ت‍ه‍ران‌: س‍ی‍م‍ی‍ن‌دخ‍ت‌‏‫، ۱۳۸۲.‬
- خالی‌بند: کمدی در پنج پرده و به نثر، ترجمۀ پرویز احمدی‌نژاد، تهران: حکمت سینا‏‫، ۱۳۹۸.‬
- ک‍م‍دی‌ ان‍س‍ان‍ی‌: شورانگیزترین درام عشقی جهان، ت‍رج‍مۀ ع‍ن‍ای‍ت‌الله‌ ش‍ک‍ی‍ب‍اپ‍ور، [بی‌جا]: مؤسسۀ انتشارات شهریار‏‫، [۱۳۴۸].‬